# Joseph Kokou Koffigoh
 (février 2024).
Si vous disposez d'ouvrages ou d'articles de référence ou si vous connaissez des sites web de qualité traitant du thème abordé ici, merci de compléter l'article en donnant les références utiles à sa vérifiabilité et en les liant à la section « Notes et références ».
Joseph Kokou Koffigoh, né en 1948 à Kpélé Dafo, est un homme politique et poète togolais.

## Biographie
Membre de la coordination des forces nouvelles (CFN), il est Premier ministre du 27 août 1991 au 23 avril 1994.
Koffigoh est né à Kpélé Dafo. Il est le chef de l'Association du barreau du Togo et en août 1990, il fonde la première organisation des droits de l'homme dans le pays, la Ligue togolaise des droits de l'homme (LTDH), qui gagne rapidement le soutien à la fois à la maison et à l'étranger. Il est élu Premier ministre par la Conférence nationale du 27 août 1991. Le président Gnassingbé Eyadéma est déchu de ses pouvoirs et laissé en tant que président de cérémonie. La Conférence demande à Koffigoh de former un gouvernement de transition menant aux élections qui devaient ensuite se tenir en 1992 et auxquelles ni Koffigoh ni Eyadéma ne sont autorisés à se présenter. Bien que Eyadéma ait tenté de suspendre la conférence, entourant le site de soldats, il accepte par la suite la nomination de Koffigoh. En plus de servir en tant que Premier ministre, Koffigoh est également devenu ministre de la Défense du Togo. Selon l'opposition, les nominations subséquentes de partisans et d'amis à la tête d'entreprises publiques par Koffigoh ont suscité des critiques et de l'antipathie de la part d'autres membres de l'opposition; il était accusé de renforcer sa propre base de pouvoir plutôt que l'unité de l'opposition, affaiblissant ainsi l'opposition dans la lutte en cours contre Eyadéma.
Dans les mois qui ont suivi sa nomination, des troupes fidèles à Eyadéma ont tenté à plusieurs reprises d’évincer Koffigoh. Le 1er octobre 1991, ils s'emparèrent de la radio et de la télévision nationales et demandèrent à Koffigoh de démissionner avant de quitter la station; Koffigoh a ensuite déclaré à la radio que l'ordre avait été rétabli. Une semaine plus tard, ils ont tenté en vain d’enlever Koffigoh. Quatre personnes auraient été tuées au cours de manifestations et de violences qui ont suivi. Après le parti d'Eyadéma, le Rassemblement du peuple togolais (RPT) a été interdit par le Haut Conseil de la République de transition (HCR) en novembre 1991, des soldats ont commencé à assiéger la résidence officielle de Koffigoh à Lomé.fin novembre, exigeant le remplacement du gouvernement de Koffigoh et menaçant de "réduire la ville en cendres"; Ils ont également exigé que le RPT soit à nouveau légalisé et que le HCR soit dissous. Koffigoh a appelé à l'aide militaire française. Eyadéma a publiquement appelé les soldats à regagner leurs casernes et a exprimé sa confiance envers Koffigoh, mais l'a également invité à entamer des consultations sur la formation d'un nouveau gouvernement d'union nationale. Après l'appel de Eyadéma, ainsi que des discussions entre Eyadéma et Koffigoh et entre Eyadéma et les soldats, ceux-ci ont levé leur siège au bout de deux jours. Cependant, ils l'ont rapidement repris. Pour apaiser les soldats, Koffigoh a proposé d'inclure des partisans d'Eyadéma au gouvernement, mais il a refusé de dissoudre son gouvernement et a de nouveau appelé à l'aide de la France.
Le 3 décembre 1991, des soldats ont réussi à capturer Koffigoh lors d'une attaque d'assaut impliquant des chars et des mitraillettes sur sa résidence officielle. De nombreuses personnes ont été tuées dans ces violences: au moins 17, et peut-être plus de 200. Les soldats ont amené Koffigoh à sa rencontre avec Eyadéma, et plus tard le même jour, Eyadéma a publié une déclaration selon laquelle lui et Koffigoh formeraient un nouveau gouvernement de transition pour remplacer le gouvernement précédent de Koffigoh. Bien que Eyadéma n'ait pas pris la responsabilité des actes des soldats, il était largement soupçonné d'avoir derrière eux. Koffigoh a déclaré lors d'une conférence de presse qu'il n'était pas détenu et qu'il travaillait à "remettre les choses en ordre"; bien qu'il soit resté en poste, son pouvoir a été considéré comme réduit. Le 31 décembre, un nouveau gouvernement dirigé par Koffigoh, comprenant trois membres du RPT, a été annoncé. la plupart des membres du gouvernement précédent de Koffigoh sont restés et Koffigoh lui-même a continué à assumer les fonctions de ministre de la Défense.
La période de transition, qui devait initialement prendre fin en août 1992, a été prolongée jusqu'au 31 décembre 1992. Koffigoh a dissous son gouvernement le 1er septembre 1992, bien qu'il soit resté en place par intérim; Eyadéma et lui se sont mis d'accord le 2 septembre pour organiser des élections - locales, parlementaires et présidentielles - parallèlement à un référendum constitutionnel - par étapes avant la fin de l'année. Koffigoh a formé un nouveau gouvernement le 14 septembre avec 18 ministres, dont six du RPT. Le 9 novembre 1992, il a limogé deux membres du gouvernement du RPT, le ministre de l'Administration territoriale et de la Sécurité, Agbéyomé Kodjo, et le ministre des Communications et de la Culture, Benjamin Agbéka, mais Eyadéma a empêché leur renvoi. Un rassemblement de soutien à Koffigoh, qui a déclaré qu'il ferait appel de cette affaire devant la Cour suprême, s'est tenu à Lomé le 11 novembre. L’opposition a déclenché une grève le même mois mais, le 29 décembre, Koffigoh a appelé à la fin de la grève. En conséquence, le Collectif de l'opposition démocratique-2 a refusé de participer aux pourparlers avec Koffigoh le 3 janvier 1993. Eyadéma a reconduit Koffigoh au poste de Premier ministre plus tard dans le mois, bien que l'opposition et le HCR aient contesté cette décision. au motif que seul le HCR avait le droit de nommer le Premier ministre. Ayant adopté une attitude plus coopérative à l'égard d'Eyadéma, Koffigoh est devenu le sujet de critiques de l'opposition.
La Coordination des forces nouvelles a été créée en 1993 en tant que coalition à six partis, dirigée par Koffigoh. Au deuxième tour des élections législatives de février 1994 , Koffigoh a été élu à l'Assemblée nationale en tant que candidat UDR / CFN dans la troisième circonscription de la préfecture de Kloto. Il était le seul candidat du CFN à remporter un siège. Après les élections, il a démissionné de ses fonctions de Premier ministre avec son gouvernement le 21 mars 1994. Eyadéma a nommé Edem Kodjo au poste de Premier ministre en avril, et Kodjo a succédé à Koffigoh en bureau le 25 avril. À l'Assemblée nationale, Koffigoh était considéré comme un allié fiable du RPT pendant la législature qui a suivi les élections de 1994.
Il est nommé sénateur par décret présidentiel le 05 mars 2025,.

## Œuvres
- L'épopée des éléphants : Poèmes, Abidjan, 2010, 99 p.[7]
- Les trompettes de Jéricho : Poésie, Éditions Graines de Pensées[8].
- Libations : Poésie (préf. Komla M. Nubukpo), Éditions Continents, coll. « Scriptorium », 2013.
- Couronne de lauriers : Poésie (préf. Martin D. Gbenouga), Éditions Continents, coll. « Scriptorium », 2016.
- Regards sur le Togo : Poésie (préf. Essoham Assima-Kpatcha), Éditions Continents, coll. « Scriptorium », 2019.
- Sebastien Vondoly (préf. Joseph Kokou Koffigoh, postface Amegee Maximilien), Les secrets de Paul Ahyi : Hommages, L'Harmattan, coll. « L'Afrique qui se bat », 2023.